# J'ai rencontré le père Noël
Pour plus de détails, voir Fiche technique et Distribution.
J'ai rencontré le Père Noël est un film de Noël français réalisé par Christian Gion en 1984.

## Synopsis
Les parents du jeune Simon ont été enlevés en Afrique et le gouvernement n'a pas répondu à l'ultimatum posé par les ravisseurs voici quelques mois. Alors que Noël approche et que les enfants préparent leurs listes de cadeaux, Simon n'a qu'un seul souhait dans sa lettre au Père Noël : retrouver ses parents. À l'occasion d'une visite de l'aéroport de Roissy, Simon fausse compagnie à son institutrice et embarque avec son amie Élodie dans un avion à destination de Rovaniemi où, d'après leur institutrice, habite le Père Noël...

## Fiche technique
- Titre original : J'ai rencontré le Père Noël
- Titre international : Here Comes Santa Claus (sortie en salles) / I Believe in Santa Claus (DVD)
- Réalisation : Christian Gion
- Scénario : Christian Gion et Didier Kaminka
- Image : Jacques Assuérus
- Montage : Pauline Leroy
- Musique : Nick-Garrie Hamilton et Francis Lai
- Production : Christian Gion
- Genre : Noël, musical
- Lieux de tournage : aéroport de Roissy-Charles de Gaulle, Sénégal et Finlande.
- Date de sortie : 5 décembre 1984

## Distribution
- Émeric Chapuis : Simon
- Alexia Haudot : Élodie
- Karen Cheryl : L'institutrice / La fée
- Armand Meffre : Le Père Noël
- Jeanne Herviale : La grand-mère de Simon
- Dominique Hulin : L'ogre
- Hélène Ruby : La mère de Simon
- Jean-Louis Foulquier : Le père de Simon
- Baye Fall : Bouake

## Autour du film
Vendu à la société américaine New World Pictures, le film fut décliné dans une version pour le public anglophone, avec inscriptions, doublage et chansons en anglais. 
Malgré l'engouement médiatique porté par l'importante exploitation du film outre-atlantique, le film sera un échec relatif en France. Il reste à ce jour le seul film dans lequel a tourné Karen Cheryl.

## Bande originale
La musique est composée par Francis Lai et les paroles sont de Pierre-André Dousset.
1. Générique
2. On s'prépare pour Noël
3. L'arrivée à Rovaniemi
4. Oui, le Père Noël existe
5. La classe
6. P'tite pomme sur le pommier
7. Noël en Laponie
8. L'usine à jouets
9. Ballade pour une fée
10. La recherche en Afrique
11. Lutins, trains, vilains
12. Noël, un enfant
13. Générique de fin

La première édition de la BO en 33 tours fut rapidement retirée de la vente car Karen Cheryl n'avait pas demandé l'autorisation à son producteur Humbert Ibach pour tourner dans ce film et y chanter. Le disque fut réédité sous la même pochette mais avec une nouvelle chanteuse, Tilda (plus connue ensuite sous le nom de Tilda Rejwan). Au Québec, c'est Nathalie Simard qui interprète les chansons de l'album.
En 2021, le site télé80 annonce sortir un CD remasterisé avec les chansons originales chantées par Karen Chéryl.